# エミール・クラペイロン

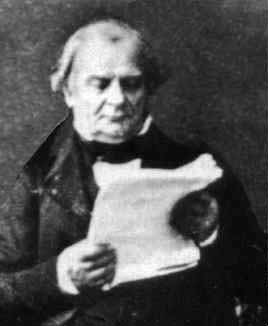
エミール・クラペイロン

ブノワ・ポール・エミール・クラペイロン（Benoît Paul Émile Clapeyron、1799年2月26日 - 1864年1月28日）はフランスの物理学者、工学者。パリ出身。蒸気機関の設計に従事し、カロリック説の信奉者であったが、熱力学でクラウジウス-クラペイロンの式を発見するなどの業績を残した。
パリのエコール・ポリテクニークで、カルノー(1796-1832)と同時期に学生であった。1834年カルノーの考え方を発展させた論文を書いた（カルノーは1832年に病死している）。可逆過程の概念を導入するなど、カルノーの考え方を数学的に定式化して発展させた。1844年からパリで国立土木学校で機械工学と力学の教授を務めた。